# Виша женска школа у Крагујевцу
Виша женска школа у Крагујевцу друга је средњошколска установа у Краљевини Србији у којој су се школовале девојке. Основана је у Крагујевцу 1891. године као прва таква школа у овом граду. После готово 30 година рада, после Првог светског рата, женске више школе су систематизацијом школства престале да постоје, па је крагујевачка Виша женска школа претворена у Женску гимназију.

## Историјски контекст

### Основне школе
Прве основне школе у Србији у којима се настава одвијала на српском језику појавиле су се 1830. године. Већ после две године од 211 уписаних ђака у школи у Београду, 16 су биле девојчице. Први покушај Попечитељства правде и просвете да отвoри посебну школу за женску децу у Београду, 1840. године, био је безуспешан, па је прва женска школа која је отворена у Србији била приватна. Отвориле су је 1842. године сестре Катарина и Софија Лекић, учитељице по професији. Исте године дозволу да отвори женску школу добила је и Наталија Петровић, под условом да с времена на време извештава Попечитељство правде и просвете о градиву и уз надлежност да врши педагошко усмеравање рада сестара Лекић. Подршку иницијативи за школовање женске деце пружали су, међу осталима и Јован Стерија Поповић и Петар Радовановић. Стерија је истицао обавезу државе да се подједнако стара о школовању мушке и женске деце и залагао се за доношење закона којим би се регулисало школовање све деце у држави.
Доношењем Првог општег закона о школама, 1844. године, успостављен је правни основ школског система у Србији у 19. веку. Општи закон је предвиђао школовање женске деце у издвојеним школама, а у недостатку издвојених школа девојчицама је било дозвољено да похађају школу за дечаке, али само до навршене десете године. Прва основна школа за женску децу била је приватна и отворена је у Параћину 1845. године. Након доношења посебне уредбе - Устројенија девојачки училишта, у Београду је 1. септембра 1846. године започела са радом прва државна женска основна школа. Законом о основним школама из 1883, донетим на иницијативу Стојана Новаковића, школовање у Србији постало је обавезно за децу оба пола.

### Средње школе
Значајан напредак у образовању женске деце започео је отварањем виших школа за жене. После доношења Закона о устројству свих јавних школа у Србији 1863, исте године донет је Закон о устројству Више женске школе у Београду. Школовање женске деце првобитно је Законом било предвиђено у трајању од три године, али је изменама Закона продужено на четири, а потом на пет година. У периоду од 1863. до 1891. године девојке су стицале средње образовање на Вишој женској школи у Београду. Због велике заинтересованости за школовање женске деце, покренута је иницијатива за отварање Више женске школе и у Крагујевцу. 
Крагујевачка Виша женска школа је била друга виша школа за образовање и васпитање женске деце у Краљевини Србији. Након што је, одлуком министра просвете од 10. јула 1894. године, забрањено примање девојчица у мушке гимназије, Министарство просвете и црквених послова уважило је захтеве општинских власти и других градова, па се више женске школе отварају и у Шапцу, Нишу, Пироту и Пожаревцу.

## Оснивање и рад школе
Иницијатива за оснивање Више женске школе у Крагујевцу је покретана у више наврата. Школски одбори су у више наврата, 1877. и 1881. године, слали овај захтев Министарству, али он није одобраван. Министарство просвете није прихватало ову иницијативу све до 15. новембра 1891. године, када је шесторазредна основна школа прерасла у Вишу женску школу. Велики допринос напорима да се у Крагујевцу отвори Виша женска школа дале су сестре Милица и Анка Нинковић.
Шесторазредна основна школа прерасла је у Вишу женску школу 17. новембра 1891. Велике заслуге за почетак рада ове школе имао је директор Мушке гимназије Сима Живковић (1834–1900) и он је постао први привремени директор. После њега управница школе је, у периоду од 1894. до 1897. године, била Круна Аћимовић, прва жена у Србији са факултетским образовањем која је положила и професорски испит (1894). Виша женска школа је имала шест разреда, после чега је полаган учитељски испит. Свршене ученице биле су оспособљене за посао учитељице у основним школама. Ова школа је сматрана за нижу гимназију, а вредније ученице настављале су школовање у Гимназији. 
Када је конзервативац Андра Ђорђевић дошао на чело Министарства просвете, школске 1894/95. године, забранио је женској деци упис у гимназије. Ученицама које су већ биле уписане у гимназију допустио је да наставе започето школовање, али под знатно строжим условима. Пети разред су могле уписати само оне које имају одличан или врло добар успех и примерно владање, уз одобрење министра просвете, а од 1897. женској деци није било дозвољено да понављају ниједан разред. Школске 1895/96 године рад су наставиле више женске школе у Београду и у Крагујевцу.
Од 1896. Виша женска школа је радила у новој згради саграђеној средствима фондације капетана Милована Гушића (1822–1891). Школа 1900. добија назив „по првој кнегињи српској у обновљеној Србији” Виша женска школа кнегиње Љубице. 
Према законодавству с краја 19. века, статус Више женске школе је био у стручном смислу неодређен, јер није био усмерен на стицање конкретног стручног звања. Зато се из Више женске школе 1903. издвојило одељење Женске учитељске школе, популарно названо Девојачки институт.

### Женска учитељска школа
На чело Женске учитељске школе, а на чело школе постављена је управа угашене Мушке учитељске школе. У прво време није то била права учитељска школа, већ је радила у оквиру Више женске школе, где су вршене припреме за полагање учитељског испита. Од 1903. године Женска учитељска школа била је смештена у згради коју је граду завештао Милован Гушић и у којој ће касније бити Женска реална гимназија. Од 1906. године у школи се обавља учитељски испит зрелости. Први испит је положило 18 кандидаткиња. 
После балканских ратова Женска учитељска школа издвојена је од Више женске школе. То одвајање извршено је 1913. године а школа је смештена у Молеровићеву зграду. За директора је постављен Теодосије Бошковић. У Молеровићевој згради остала је све до 1928. године, када је подигнута нова зграда за школу.

### Статус учитељица
Школске 1910/11. у шест одељења Више женске школе школовало се 323 ученица, у четири одељења Женске учитељске школе 115 ученица, а у Женској гимназији 354 ученица. Скоро половину кадра у Вишој женској школи чиниле су учитељице. Њихов професионални статус био је несигуран, а услови рада много тежи него услови рада њихових колега, па су многе од њих напуштале службу.

#### Дискриминишући услови
Сматрало се да учитељице у процесу наставе не могу да буду успешне као мушкарци који су завршили учитељске школе, па је уведена пракса да учитељице примају мању плату од учитеља. 
Према Закону о народним школама из 1898. учитељица која се уда за „не-учитеља” губила је службу. У Закону о народним школама из 1904. уклоњене су неке дискриминаторске одредбе према учитељицама, али су оне наставиле да се примењују у пракси. 
Тек је Изменама закона о средњим школама из 1912. женама било дозвољено полагање професорског испита, па су оне, макар у просветној струци, постале формално изједначене са мушкарцима. Овај законски акт одразио се и на побољшање материјалног положаја наставница и њихова плата је тада повећана за скоро 60%.

## Гашење школе
После Првог светског рата више женске школе нису уврштене у нови систем организације школства, па су 1918. престале да постоје. Виша женска школа у Крагујевцу претворена је у Женску гимназију.